# 中平亮
中平 亮（なかひら りょう、1894年1月1日 - 1981年3月8日）は、日本のジャーナリスト、ソ連研究家。

## 履歴
1894年（明治27年）、高知県高岡郡蓮池村城の医師光代、寅の次男として生まれる。1912年（明治45年）県立第一中学校（現在の追手前高校）卒業。神戸に移り、大阪税関に勤務しながらロシア語を修得。
1917年（大正6年）、大阪朝日新聞社に入社。同年12月シベリアに派遣されるが病気のため帰国。翌年シベリア出兵の従軍記者として再びウラジオストックに派遣される。1919年（大正8年）5月、過激派討伐連合軍の従軍記者となりシベリア横断中に連合軍は過激派に敗退。同年7月革命後間もないモスクワに単身潜入、逃避行の末スパイ容疑で逮捕され、同年12月に釈放になる。1920年（大正9年）6月3日毎日新聞の記者布施勝治とともに、レーニンと革命後初のインタビューに成功し帰国。59回にわたり連載された「赤露の一年」は反響を呼び、後日「赤色ロシアの一年」にまとめられ出版された。
1921年（大正10年）海外特班員の身分でドイツに社費留学。1931年（昭和6年）新聞社を退職して、東京に移り執筆活動に専念する。1935年（昭和10年）南満州鉄道にソ連研究家として招かれ入社。1939年（昭和14年）満鉄を辞め華北交通に奉職。北京で終戦を迎えた。
1946年（昭和21年）妻の郷里和歌山へ引き上げる。1954年（昭和29年）に上京。1970年（昭和45年）大阪万博の際、ソ連館で開催された「レーニン生誕100年を祝う前夜祭」にレーニンと会見した日本人最後の生存者として招かれ講演をする。1981年（昭和56年）没87歳。

## 備考
- ロシアの高級紙『イズベスチア』の編集委員を務めたジャーナリスト、ワレンチン・アキモヴィッチ・アルハンゲリスキーが取材した『レーニンと会った日本人』が、サイマル出版会より翻訳出版されている。

## 参考資料
- 『高知県人名事典』高知市民図書館、1970年。

## 関連書籍
- 『赤色露国の一年』（中平亮著、朝日新聞社、1921年）
- 『レーニンと会った日本人』（ワレンチン・アルハンゲリスキー著、古本昭三訳、サイマル出版会、1987年）